# Dietersdorf am Gnasbach
Dietersdorf am Gnasbach  är en ort i  kommunen Sankt Peter am Ottersbach i Österrike. Den ligger i distriktet Südoststeiermark i förbundslandet Steiermark.
Dietersdorf am Gnasbach var tidigare en självständig kommun, men blev den 1 januari 2015 en del av kommunen Sankt Peter am Ottersbach. 